# Charles Rochussen
Charles Rochussen (Kralingen, 1 d'agost de 1814 – Rotterdam, 22 de setembre de 1894), fou un il·lustrador, pintor, i gravador neerlandès del segle xix.
Charles era el segon fill de l'acabalat empresari i col·leccionista d'art Hendrik Rochussen (1779-1852), qui va ser un dibuixant aficionat de cert prestigi i tenia la propietat d'una extensa biblioteca d'art i història. El seu germà Enri Rochussen (1812-1889) va esdevenir pintor. Quan encara era un nen, Charles va mostrar talent pel dibuix, entre 1831 i 1834 va realitzar d'ocells a l'aquarel·la. No obstant això, es va decidir que seguiria una carrera en els negocis. Va treballar durant uns anys en una oficina abans de decidir, a l'edat de 22 anys, que volia dedicar-se a la pintura. El 1837 es va matricular a l'Acadèmia de l'Haia, on va ser instruït per Wijnand Nuijen (1813-1839) i, després de la mort de Nuyen, per Anthonie Waldorp (1803-1866). Durant el seu període de l'Haia, que va durar fins a 1843 (o, segons algunes fonts, 1846), va pintar paisatges i vistes de la platja i del poble. Entre 1849-1869 va viure a Amsterdam i, posteriorment, a Rotterdam. Va començar a pintar més solt, més en la línia del moviment impressionista que estava naixent.